# One Truth
One Truth är den amerikanska hardcore-gruppen Strifes debutalbum, utgivet 1994. Skivan utgavs både på CD och LP av Victory Records.

## Låtlista
Alla låtar är skrivna av Strife.

### Originalversion
| Nr  | Titel               | Längd |
| --- | ------------------- | ----- |
| 1.  | Through and Through | 3:11  |
| 2.  | What Will Remain    | 2:25  |
| 3.  | Lift                | 3:35  |
| 4.  | Still Rise          | 3:48  |
| 5.  | Face                | 2:48  |
| 6.  | Only One            | 3:55  |
| 7.  | Arms of the Few     | 2:09  |
| 8.  | To the Surface      | 3:43  |
| 9.  | Shadow's End        | 1:50  |
| 10. | Slipping            | 3:55  |

### Bonusspår
| Nr | Titel          | Längd |
| -- | -------------- | ----- |
| 1. | Moment's Lost  | 0:57  |
| 2. | Question Mark  | 2:17  |
| 3. | Inner Struggle | 2:48  |
| 4. | Calm the Fire  | 4:16  |

### LP-versionen
A
| Nr | Titel               | Längd |
| -- | ------------------- | ----- |
| 1. | Through and Through | 3:11  |
| 2. | What Will Remain    | 2:25  |
| 3. | Lift                | 3:35  |
| 4. | Still Rise          | 3:48  |
| 5. | Face                | 2:48  |

B
| Nr  | Titel           | Längd |
| --- | --------------- | ----- |
| 6.  | Only One        | 3:55  |
| 7.  | Arms of the Few | 2:09  |
| 8.  | To the Surface  | 3:43  |
| 9.  | Shadow's End    | 1:50  |
| 10. | Slipping        | 3:55  |

## Medverkande

### Musiker
- Andrew Kline – gitarr
- Chad Petersen – bas
- Sid Niesen – trummor
- Rick Rodney – sång

### Övriga
- Dave Jagosz – producent
- Dave Mandel – foto
- Graham Oliver – foto
- Strife – producent
- Adam Tanner – foto
- Chris Toliver – foto, artwork

## Mottagande
Allmusic gav betyget 3/5.

### Fotnoter
1. ↑  ”One Truth”. Discogs.com. http://www.discogs.com/Strife-One-Truth/master/105489. Läst 5 januari 2013.
2. 1 2  Pato, Greg. ”One Truth”. Allmusic.com. http://www.allmusic.com/artist/strife-mn0000941516. Läst 5 januari 2013.